# Каганова, Полина Исаевна
Полина Исаевна Каганова (8 октября 1911, Нежин, Российская империя — 12 октября 1972, Ленинград) — советская поэтесса, автор детских и лирических стихов на военную тематику.

## Биография
Родилась в Нежине в семье Исая Каганова и Софьи Рахлиной. Окончив среднюю школу, сама стала работать учительницей. После замужества переехала в Харьков. В 1937 году был арестован и расстрелян её муж Сергей Волокитин, а Полина Каганова с сыном Станиславом (1933—1970) вернулась в Ленинград. Перед войной вышла замуж за Льва Моисеевича Савранского (1906—1969), кинооператора из отдела документального кино Ленфильма.
В начале войны добровольцем идёт в армию. Её стихи стали появляться в армейских газетах, звучать на радио рядом со стихами О. Берггольц. В 1942 году стала сотрудницей дивизионной многотиражки «Знамя победы» вместе с поэтами Михаилом Дудиным, Вадимом Шефнером и Николаем Глейзаровым
В 1943 прикомандирована к ансамблю песни и пляски 23-й армии Ленфронта «для участия в создании репертуара». В 1944 году была демобилизована.
Печаталась в журналах и сборниках. В 1975 году, после её смерти, вышла книга стихов — «Солдат запаса».
Покончила жизнь самоубийством.

## Семья
- Родственниками Полины Кагановой со стороны матери являются  Натан Рахлин –  советский дирижер и Илья Рахлин – художественный руководитель петербургского Государственного мюзик-холла.
- Сын — Феликс Львович Савранский (1944—1991), главный режиссёр ЦПКиО; был женат на дочери театрального режиссёра Абрама Львовича Мадиевского (1924—2014) и актрисы Виктории Ивановны Тикке (1925—2015).
  - Внук — Лев Феликсович Савранский (род. 9 января 1974), в 1994—2007 годах бас-гитарист группы «Джан Ку»[5].

## Список стихотворений[6]
- Сын (1942)
- Белая ночь (1943)
- Город весной (1943)
- Трамвай №28 (1943)
- Прорыв блокады (1944)
- Ленинградская весна (1945)
- После победы (1946)
- Ты (1946)
- "Это Красное Село, а вот это Гатчина..." (1962)
- "Я полем, зелёным раздольем иду..." (1962)
- Цветы (1962)
- Мы не встречаемся с тобой (1965)
- "Молодость ушла и не вернулась..." (1965)
- "Лейтенант усердно щеки бреет..." (1971)
- Лорелея (1971)
- Борисова Грива (1971)
- Жажда (1971)
- Дорогой на Берлин (1972)
- "Секунды не бывает тихо..." (1972)
- "Калининград — не прусский город..." (1972)
- "Река с названием Школьна..." (1972)
- "Под липами — короткий отдых..." (1972)
- "Я ненавижу сантименты..." (1972)
- "Я ещё "козла" не забываю..." (1972)
- "Сомкнув тяжёлые ресницы..." (1972)
- "Летит надо мной одинокая мошка..." (1972)
- Телефон (1972)
- "Мой друг мечтал о Зурбагане (1975)
- Первый выстрел (1975)
- Ленинградский салют[7]

## Публикации
1. «Солдат запаса» — Ленинград 1975  г..
2. Антология русского лиризма. XX век. том 2" — Москва Студия 2000 г..